# Исик-Кулска област
Исик-Кулска област (кирг. Ысык-Көл облусу) једна је од седам административних јединица (области) Киргистана. Налази се у источном делу државе. Име је добила по језеру Исик Кул које се налази у оквиру области.